# James Ingall Wedgwood
Pour les articles homonymes, voir Wedgwood.
James Ingall Wedgwood, né le 24 mars 1883 à Londres et mort le 13 mars 1951 à Farnham, est un membre de la Société théosophique, un membre de la Co-franc-maçonnerie, ainsi que le tout premier Évêque président de l'Église catholique libérale. 

## . Biographie
Wedgwood naît à Londres en 1883. Ses aïeux ne sont autres que Hensleigh Wedgwood et Josiah Wedgwood. En 1884, il est envoyé à la Windlesham House School, puis partit pour Brighton College en 1897. Il étudia la construction d'orgues et devint organiste à l'âge de 14 ans. Il étudia ensuite à l'Université de Nottingham, avec l'intention de devenir chimiste, mais se passionna pour le culte de la Haute Église, devenant servant d'autel et fut ultérieurement envoyé à la Cathédrale d'York, en tant que chef de chœur, afin de former les garçons au plain-chant. En tant qu'anglo-catholique, il devint membre de la Confrérie du Saint-Sacrement. 

### Théosophie et Co-franc-maçonnerie
En 1904, Wedgwood assista à une conférence donnée à York par Annie Besant sur la Théosophie. L'ayant entendu une première fois à Nottingham, il fut déterminé à mettre fin à son intérêt pour la Théosophie en assistant à une autre conférence et se débarrasser lui-même de "cette femme". Trois jours plus tard, il rejoignit la Société théosophique et fut interdit de retourner à l'église. Citant le canon local, il rédigea : "Le pasteur ne pouvait pas avoir un tel hérétique comme officiel de l'église !" Il abandonna l'idée de faire carrière dans l'église et décida de se consacrer lui-même à l'ouvrage de la Société théosophique et devint secrétaire général de la Société en Angleterre et Pays de Galles de 1911 à 1913, démissionnant uniquement dans le but de rejoindre la juridiction britannique de la Co-franc-maçonnerie. 

### Église vieille-catholique
En 1913, Wedgwood prêta attention à l'Église vieille-catholique du Royaume-Uni et écrivit une lettre à l'Archevêque Arnold Mathew. La réponse de Mathew le prit quelque peu par surprise et raviva son intérêt à la fois pour l'église, ainsi que pour de nouveau entrer dans les ordres. Ils s'échangèrent des lettres et Wedgwood expliqua son affiliation à la Société théosophique. Mathew ne s'en inquiéta pas plus que cela à l'époque. La même année, Wedgwood fut à nouveau baptisé et confirmé sub conditione, ayant reçu les ordres mineurs, y compris le sous-diaconat. Il fut ordonné diacre, puis prêtre le 22 juillet 1913 à Londres.
En 1915, Wedgwood se rendit en Australie en tant que secrétaire de l'Ordre de la Co-Maçonnerie Universelle et rencontra Charles Webster Leadbeater, une figure éminente au sein du mouvement Théosophique. Il initia Leadbeater à la Franc-maçonnerie et lui parla de son ordination sacerdotale au sein de l'Église vieille-catholique. Il expliqua : "Je lui ai parlé de mon ordination et il se rendit à de nombreuses célébrations eucharistiques grâce à moi. Il était impressionné par la puissance du bien qu'une telle ordination conférait, et par l'étendue splendide que la célébration offrait afin de répandre la bénédiction spirituelle à travers le monde". 

### Église catholique libérale

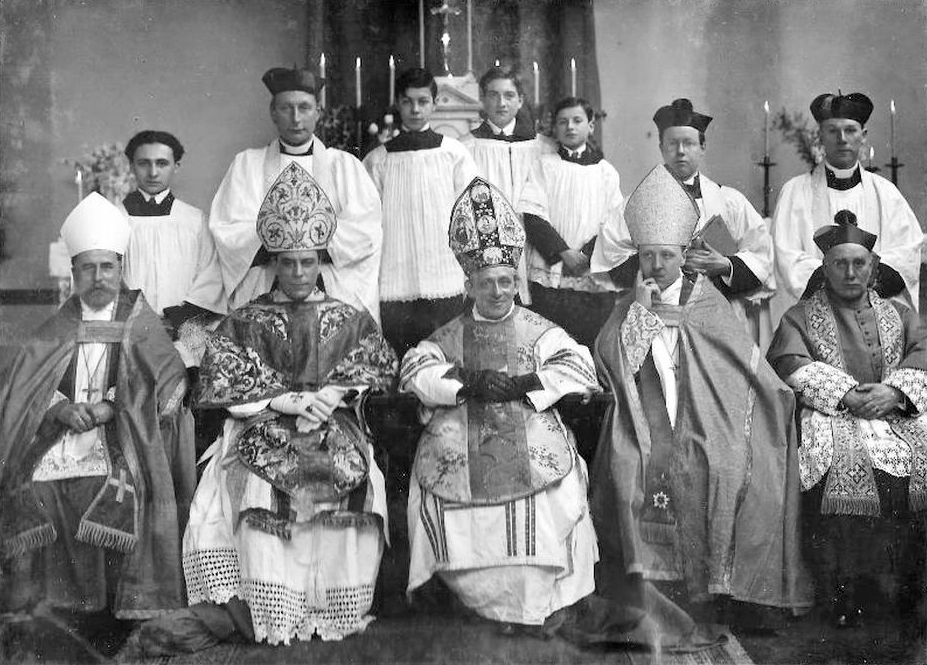
Consécration de James Ingall Wedgwood le 13 février 1916

Lorsqu'il retourna en Angleterre, Wedgwood apprit qu'un des évêques de l'église, Frederick Samuel Willoughby, était impliqué au sein d'un scandale homosexuel et par conséquent, a été suspendu par l'Archevêque Mathew. Il apprit également que Mathew souhait que la totalité du clergé renonce à la Théosophie, ayant entendu d'un prêtre non théosophique que les croyances de la société étaient incompatibles. Peu de gens ont pris la peine de répondre à Mathew et peu de temps après, Mathew a « dissous » son église. L'évêque Willoughby proposa de consacrer Wedgwood à l'épiscopat dans le but de garder la succession apostolique tel qu'il l'avait reçu. Or, Wedgwood, conscient que les charges contre Willoughby furent substantiellement vraies, il approcha un certain nombre d'autres évêques en quête de consécration. Il écrivit à l'Archevêque vieux-catholique d'Utrecht, par lequel Mathew avait été consacré, mais ne reçut aucune réponse. Il approcha ensuite l'évêque Frederick James, un disciple théosophique et homosexuel, ainsi qu'un certain nombre d'évêques indépendants, mais personne ne s'y obligerait. Sans aucune autre option ouverte, Wedgwood reçut de Willoughby, et de Gauntlett la succession apostolique le 13 février 1916. Elle n'eut lieu qu'après que Mathew eut dissous l'Église vieille-catholique et publia une lettre dans The Times annonçant son intention de rejoindre l'Église catholique. 
Wedgwood se rendit une nouvelle fois en Australie afin de consacrer Leadbeater évêque le 22 juillet 1916 à Sydney. 
Wedgwood voyagea à travers le monde en tant qu'évêque missionnaire, créant le Rite libéral (une forme de liturgie chrétienne) en coopération avec Leadbeater.

### Fin de vie

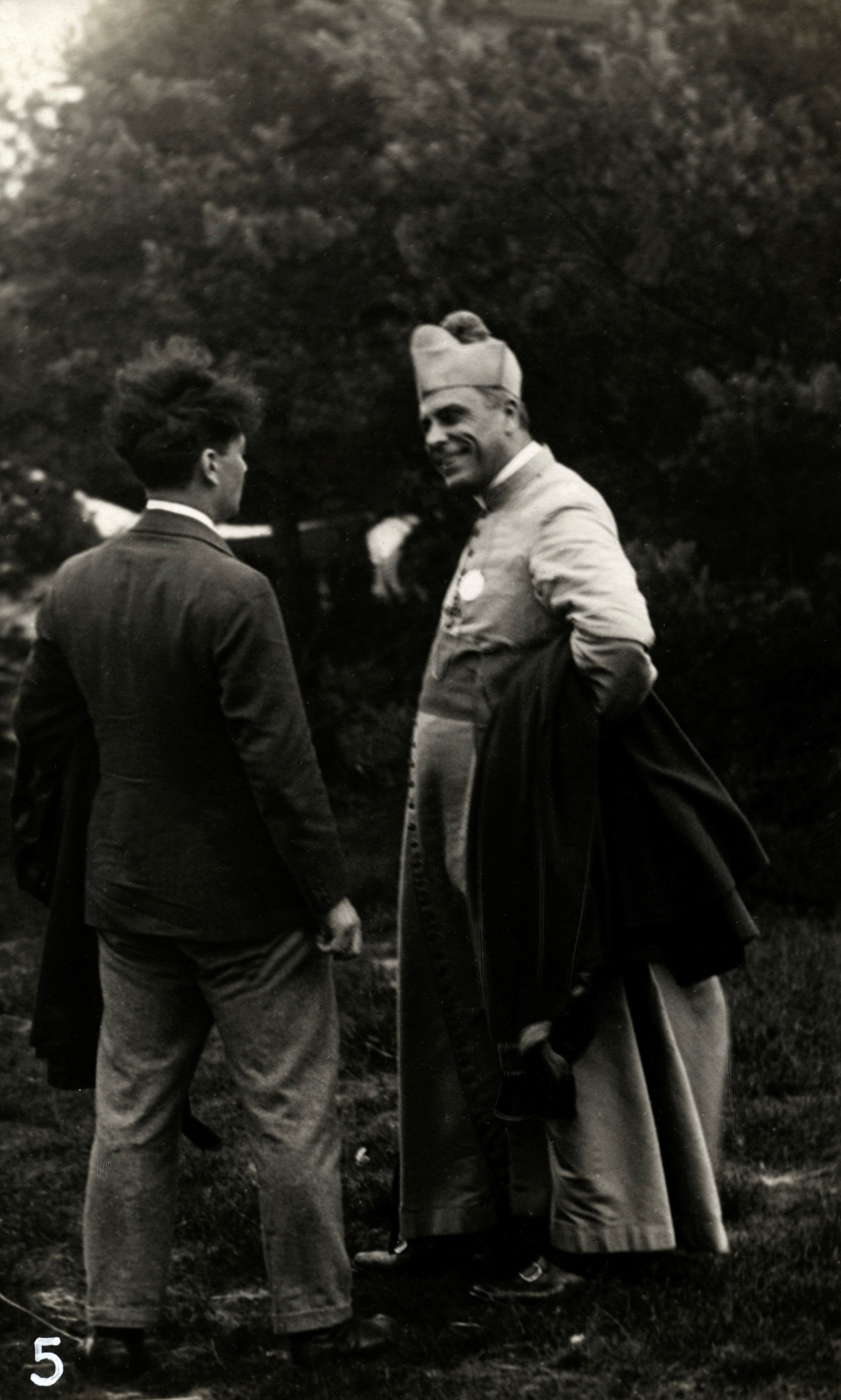
Wedgwood au Camp théosophique de Ommen, aux Pays-Bas en 1926

Wedgwood était un homosexuel avec ce qu'il décrivit comme un désir sexuel "presque incroyablement fort" (il lui est arrivé de visiter 18 toilettes publiques en deux heures, expliquant à la police qu'il "recherchait un ami"). Cela fut égalé par une forte pression religieuse, et il fut dominé par ces deux volontés fondamentales, mais souvent contradictoires. En 1919, avec d'autres prêtres et évêques de l'Église catholique libérale, il fit l'objet d'une enquête pour activités sexuelles impliquant des garçons. Les scandales se poursuivirent avec les années, menant Wedgwood à démissionner de la Société théosophique ainsi que de nombreuses organisations, y compris l'Église catholique libérale, annonçant dans une lettre adressée à Anne Besant de la Société théosophique que désormais, il se retirerait de la vie publique. 
Wedgwood s'inscrivit ensuite en tant que candidat au doctorat à l'Université de Paris, combinant ses études avec des expériences dans les usines d'un célèbre constructeur d'orgues ainsi que des activités aux Églises orthodoxes russes et vieilles-catholiques. Tandis qu'il logeait à Paris, il devint addict à la cocaïne, qu'il consommait en quantité, la faisant entrer clandestinement en Angleterre lors de ses séjours, dissimulée dans la tête de la crosse de son évêque. De retour à Paris, les symptômes de la syphilis se déclarèrent - il contracta la maladie suite à un rapport sexuel oral à Sydney mais refusa de l'admettre ainsi que de prendre un traitement. 
En 1924, avec l'argent s'épuisant rapidement, Wedgwood aborda son amie Annie Besant et influencé par elle, il deviendra de nouveau impliqué avec l'église à Huizen, aux Pays-Bas, où on lui a offert une maison et un domaine à son usage. Une petite chapelle fut construite et dédiée à saint-Michel et tous les anges, où Wedgwood commença à célébrer des offices réguliers. Il reprit également ses activités avec la Société théosophique, avec des visions et des rencontres de plus en plus fréquentes avec des maîtres, des anges, des archanges et des habitants des royaumes supérieurs.

### Décès et hommages
Wedgwood meurt le 13 mars 1951 à Farnham, d'une chute ayant provoqué la fracture de nombreuses côtes ainsi que la déchirure d'un poumon. Les années précédant sa mort, il continua à errer dans et hors de la démence de la syphilis. Lors de ses périodes de lucidité, il se consacra à l'ouvrage du centre à Huizen ainsi qu'à l'établissement d'un plus petit pôle à Tekels Park, non loin de Camberley, en Angleterre, où il vécut à partir de 1937. Ces périodes sont devenues de moins en moins fréquentes au fil des années et, durant ses derniers mois, il a dû être tenu à l'écart de toute participation aux activités publiques, même de manger dans la salle à manger commune, en raison de son comportement imprévisible.
Sa mort apporta des éloges funèbres de la part de ses disciples les plus dévoués. L'évêque Vreede rédigea :
« Sa crucifixion est à une fin... Dans une totale impuissance, innocuité et humilité, il prit sur lui le rachat par procuration pour les porteurs de la succession apostolique qu'il amena à l'Église catholique libérale et par ce sacrifice, il fonda occultement l'Église et ouvrit une possibilité pour la rédemption de l'Église du Seigneur dans son ensemble. »
En privé, même ses amis furent plus équivoques. Edward Lewis Gardner, un éminent théosophiste britannique ayant été responsable de la prise de dispositions afin que Wedgwood soit pris en charge pendant ses dernières années, écrivit en privé, "James I. Wedgwood était un 'double' - parfois habile, compétent et impressionnant. Ensuite, une période de sensualisme au pire niveau, une perversion sexuelle." 
D'autres se souvinrent de lui d'une manière différente. C'est ce que rédigea Oscar Köllerström dans son hommage à l'évêque Wedgwood : 
« J'étais le témoin béni d'un acte de création sacramentel. J'étais assis dans la même pièce dans laquelle, jour après jour, ces deux hommes [Wedgwood et Leadbeater] organisèrent la Liturgie catholique libérale - planifiée, pour la première fois en deux millénaires, un culte chrétien et sacramentel qui ouvrit largement la voie à la communion avec toutes les autres croyances, en fait avec toutes les interprétations individuelles. Le lien avec Dieu incarné dans la liberté, là devant mes yeux émerveillés. Notre buffet en chêne devint le premier autel de la nouvelle foi, et une fois les offices terminés, les meubles de salle à manger seraient remontés pour un grand repas. Ma mère quitterait parfois l'office immédiatement après la communion afin de surveiller la cuisine, car à cette époque, il y avait toujours une douzaine d'invités à nourrir. Tout était si intime, personnel et naturel, et il y avait une telle agitation tumultueuse – ma mère fabriquant des vêtements sacerdotaux, Pellegrini, de la boutique catholique, étant d'une volubilité charmante, la préparation du livre de cantiques, la dactylographie sans fin, les courses, l'achat d'une église et - vif dans la mémoire - le grand jour où j'ai pris mes premiers ordres mineurs. Ce qu'avec les bougies et l'encens, ainsi que le chant, j'étais à nouveau intoxiqué chaque jour. Et il y avait la chorale, puis ma mère jouait de l'orgue, lorsque je pompais fort, l'évêque Wedgwood est monté dans la tribune de l'orgue et m'a montré comment rendre l'orgue « bouseux ». Malgré l'activité tumultueuse qu'il avait suscitée, il avait toujours le temps d'être en bons termes humains et personnels avec quelqu'un. Je me souviens bien d'une assez longue discussion que j'ai eue avec lui au cours de laquelle, alors que notre nom était encore sub judice, je lui ai demandé avec insistance le nom d'Église catholique libérale. Bien que je n'étais qu'un enfant, il me parla des avantages et des inconvénients avec la même plénitude avec laquelle je l'ai entendu en discuter avec l'évêque Leadbeater. Il honorait chaque personnalité. Il le pouvait puisqu'il s'agissait de l'ouvrage, non des personnalités, qui comptait. Et nous, nous avons tous suivi celui pour qui l’appel de l’œuvre du Seigneur faisait de toutes les personnalités de véritables véhicules de l’esprit. »